# Nephrolepis cisneiriana
Nephrolepis cisneiriana là một loài dương xỉ trong họ Nephrolepidaceae. Loài này được Glaz. ex A.Samp. mô tả khoa học đầu tiên năm 1924.
Danh pháp khoa học của loài này chưa được làm sáng tỏ. 